# Műemlék

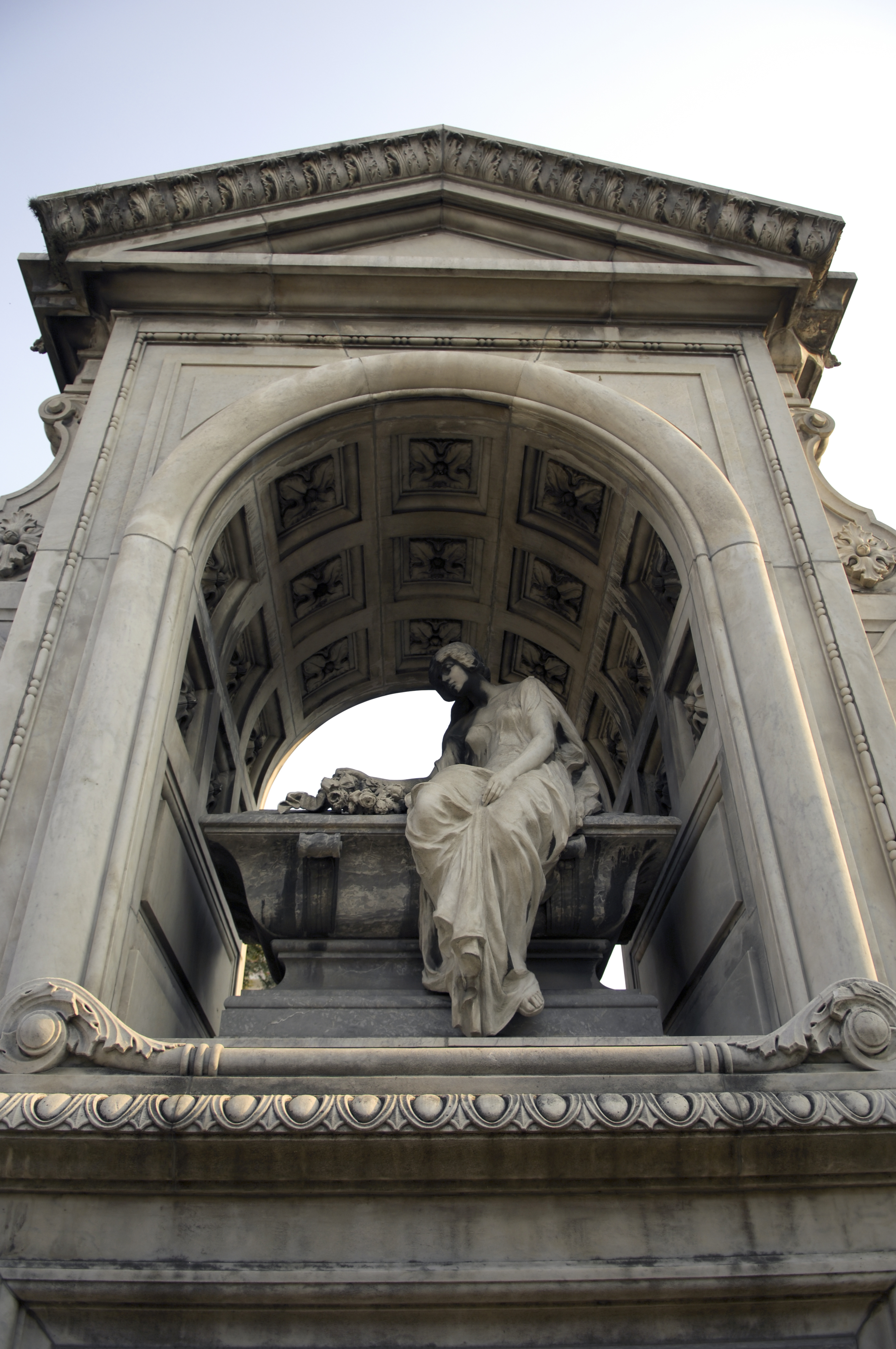
Műemlék

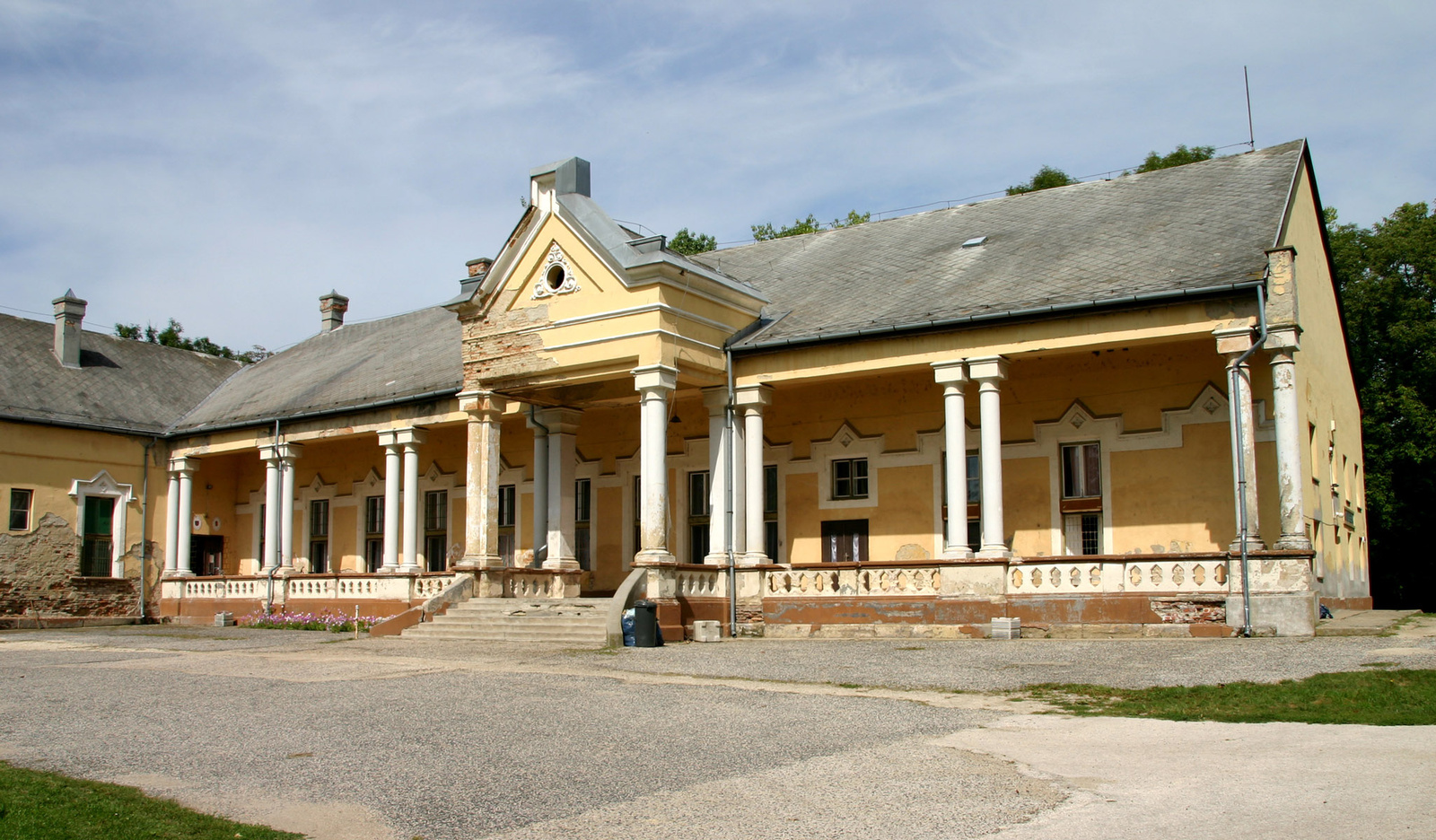
Műemléki védelem alatt álló kastély Zichyújfaluban, amely a Zichy család egykori kastélya volt

Műemléknek (a német Kunstdenkmal szó tükörfordítása) nevezik az olyan építményt, létesítményt vagy ingatlan jellegű alkotást vagy ezek rendszerét, esetleg romját, mely kiemelkedő építészeti, építészettörténeti, történelmi, tudományos, városépítészeti, képző- és iparművészeti, kertépítészeti, régészeti, néprajzi vagy műszaki (technikatörténeti) szerepet játszik, amelyet megtartásra érdemesnek nyilvánítottak, s mint ilyet védelem alá helyezték. A műemlékről mint az egyetemes művészettörténet részéről gondolkodunk, s mindig nemzeti értéke van, akkor is, ha nem annak a nemzetnek az alkotása, amelyik létrehozta (Magyarországon ilyenek a római kor emlékei).

## A műemléki értékkategóriák története
Magyarországon a köztudatban még élő fogalmak a műemlék mellett a műemlék jellegű (épület) és a városképi jelentőségű (épület), melyek műemléki értékkategóriákat jelöltek a már nem hatályos 1/1967. (I. 31.) ÉM rendelet 2. §-a szerint:
- Műemlék a hazánk történeti múltjának jellegzetes, pótolhatatlan olyan emléke (építmény és egyéb alkotás, annak tartozékai, továbbá a vele kapcsolatos képző- és iparművészeti alkotások), amely az ország gazdasági-társadalmi és kulturális fejlődésének tárgyi bizonyítékául szolgál, s építészeti, történeti, régészeti, képzőművészeti, iparművészeti vagy néprajzi szempontból kiemelkedő jelentőségű.
- Műemlék jellegű az építészeti, történeti, régészeti, képzőművészeti, iparművészeti vagy néprajzi szempontból jelentős építmény és egyéb alkotás, annak tartozékai, továbbá a vele kapcsolatos képző- vagy iparművészeti alkotások.
- Városképi jelentőségű – városban és községben egyaránt – az olyan építmény és annak külsőleg látható tartozékai, amely történeti vagy művészeti értékére tekintettel nem minősíthető műemléknek vagy műemlék jellegűnek, de külső megjelenésénél (hely, tömeg, építési mód, homlokzat stb.) fogva városkép (településkép) kialakításában lényeges szerepe van.

A fenti értékkategóriák a műemlékvédelemről szóló 1997. évi LIV. törvény hatálybalépésével szűntek meg, melyet követően egységesen műemléknek számítanak a fenti három értékkategória szerint védett objektumok (fenti törvényt felváltó, a kulturális örökség védelméről szóló 2001. évi LXIV. törvény sem állapít meg különböző műemléki értékkategóriákat).
Műemléképületre bontási engedélyt kiadni nem lehet, viszont a műemléki státust megfelelő intézkedések után meg lehet vonni. A műemlékhez hozzátartozik annak berendezése, még meglévő melléképülete és az ingatlanterület vagy területrész, amin fekszik. Megóvásukkal a műemlékvédelem foglalkozik megfelelő hivatali és terepmunka útján.